# Campionati europei di nuoto in vasca corta 2004
I dodicesimi Campionati europei di nuoto in vasca corta si sono svolti a Vienna (Austria) dal 9 al 12 dicembre 2004.

## Medagliere
| Posizione | Paese         | Oro | Argento | Bronzo | Totale |
| --------- | ------------- | --- | ------- | ------ | ------ |
| 1         | Germania      | 9   | 5       | 8      | 22     |
| 2         | Russia        | 3   | 4       | 3      | 10     |
| 3         | Gran Bretagna | 3   | 4       | 2      | 9      |
| 4         | Italia        | 3   | 3       | 2      | 8      |
| 5         | Paesi Bassi   | 3   | 2       | 1      | 6      |
| 6         | Francia       | 3   | 0       | 1      | 4      |
| 7         | Ucraina       | 2   | 5       | 1      | 8      |
| 8         | Austria       | 2   | 4       | 1      | 7      |
| 9         | Svezia        | 2   | 4       | 1      | 7      |
| 10        | Ungheria      | 2   | 1       | 2      | 5      |
| 11        | Slovacchia    | 2   | 1       | 0      | 3      |
| 12        | Danimarca     | 1   | 3       | 2      | 6      |
| 12        | Polonia       | 1   | 3       | 2      | 6      |
| 14        | Slovenia      | 1   | 1       | 1      | 3      |
| 15        | Svizzera      | 1   | 0       | 0      | 1      |
| 16        | Finlandia     | 0   | 1       | 1      | 2      |
| 17        | Spagna        | 0   | 0       | 3      | 3      |
| 18        | Romania       | 0   | 0       | 2      | 2      |
| 19        | Lituania      | 0   | 0       | 1      | 1      |
| 19        | Rep. Ceca     | 0   | 0       | 1      | 1      |

## Piscina 25 m

### 50 m stile libero
| Posizione | Atleta          | Paese       | Tempo |
| --------- | --------------- | ----------- | ----- |
|           | Mark Foster     | Regno Unito | 21.50 |
|           | Mark Veens      | Paesi Bassi | 21.72 |
|           | Eduardo Lorente | Spagna      | 21.75 |

| Posizione | Atleta                | Paese       | Tempo |
| --------- | --------------------- | ----------- | ----- |
|           | Marleen Veldhuis      | Paesi Bassi | 24.34 |
|           | Anna-Karin Kammerling | Svezia      | 24.57 |
|           | Hinkelien Schreuder   | Paesi Bassi | 24.64 |

### 100 m stile libero
| Posizione | Atleta             | Paese    | Tempo |
| --------- | ------------------ | -------- | ----- |
|           | Frédérick Bousquet | Francia  | 47.52 |
|           | Filippo Magnini    | Italia   | 47.66 |
|           | Jens Schreiber     | Germania | 48.00 |

| Posizione | Atleta           | Paese       | Tempo |
| --------- | ---------------- | ----------- | ----- |
|           | Malia Metella    | Francia     | 53.37 |
|           | Marleen Veldhuis | Paesi Bassi | 53.63 |
|           | Josefin Lillhage | Svezia      | 53.64 |

### 200 m stile libero
| Posizione | Atleta                | Paese   | Tempo   |
| --------- | --------------------- | ------- | ------- |
|           | Filippo Magnini       | Italia  | 1:44.57 |
|           | Massimiliano Rosolino | Italia  | 1:44.95 |
|           | Paweł Korzeniowski    | Polonia | 1:45.58 |

| Posizione | Atleta           | Paese       | Tempo   |
| --------- | ---------------- | ----------- | ------- |
|           | Josefin Lillhage | Svezia      | 1:55.36 |
|           | Melanie Marshall | Regno Unito | 1:56.36 |
|           | Petra Dallmann   | Germania    | 1:57.24 |

### 400 m stile libero
| Posizione | Atleta                | Paese   | Tempo   |
| --------- | --------------------- | ------- | ------- |
|           | Massimiliano Rosolino | Italia  | 3:39.66 |
|           | Yuri Prilukov         | Russia  | 3:40.65 |
|           | Paweł Korzeniowski    | Polonia | 3:41.85 |

| Posizione | Atleta           | Paese       | Tempo   |
| --------- | ---------------- | ----------- | ------- |
|           | Keri-Anne Payne  | Regno Unito | 4:03.60 |
|           | Daria Parchina   | Russia      | 4:04.56 |
|           | Erika Villaécija | Spagna      | 4:06.05 |

### 800 m stile libero
| Posizione | Atleta           | Paese     | Tempo   |
| --------- | ---------------- | --------- | ------- |
|           | Flavia Rigamonti | Svizzera  | 8:17.13 |
|           | Lotte Friis      | Danimarca | 8:22.38 |
|           | Erika Villaécija | Spagna    | 8:26.38 |

### 1500 m stile libero
| Posizione | Atleta                | Paese       | Tempo    |
| --------- | --------------------- | ----------- | -------- |
|           | Yuri Prilukov         | Russia      | 14:31.92 |
|           | David Davies          | Regno Unito | 14:32.56 |
|           | Massimiliano Rosolino | Italia      | 14:39.54 |

### 50 m dorso
| Posizione | Atleta              | Paese    | Tempo    |
| --------- | ------------------- | -------- | -------- |
|           | Thomas Rupprath     | Germania | 23.27 RM |
|           | Vyacheslav Shyrshov | Ucraina  | 24.50    |
|           | Helge Meeuw         | Germania | 24.52    |

| Posizione | Atleta             | Paese     | Tempo |
| --------- | ------------------ | --------- | ----- |
|           | Antje Buschschulte | Germania  | 27.42 |
|           | Kateryna Zubkova   | Ucraina   | 27.50 |
|           | Ilona Hlaváčková   | Rep. Ceca | 27.57 |

### 100 m dorso
| Posizione | Atleta          | Paese    | Tempo |
| --------- | --------------- | -------- | ----- |
|           | Thomas Rupprath | Germania | 50.73 |
|           | Markus Rogan    | Austria  | 50.80 |
|           | László Cseh     | Ungheria | 52.09 |

| Posizione | Atleta             | Paese     | Tempo |
| --------- | ------------------ | --------- | ----- |
|           | Kateryna Zubkova   | Ucraina   | 58.58 |
|           | Antje Buschschulte | Germania  | 58.70 |
|           | Louise Ørnstedt    | Danimarca | 58.76 |

### 200 m dorso
| Posizione | Atleta          | Paese    | Tempo      |
| --------- | --------------- | -------- | ---------- |
|           | Markus Rogan    | Austria  | 1:51.24 RE |
|           | Blaž Medvešek   | Slovenia | 1:52.39    |
|           | Yevgeni Aleshin | Russia   | 1:53.71    |

| Posizione | Atleta          | Paese       | Tempo   |
| --------- | --------------- | ----------- | ------- |
|           | Louise Ørnstedt | Danimarca   | 2:06.33 |
|           | Sarah Price     | Regno Unito | 2:07.24 |
|           | Gemma Spofforth | Regno Unito | 2:07.64 |

### 50 m rana
| Posizione | Atleta         | Paese    | Tempo |
| --------- | -------------- | -------- | ----- |
|           | Oleg Lisogor   | Ucraina  | 26.92 |
|           | Roman Sloudnov | Russia   | 27.09 |
|           | Emil Tahirovič | Slovenia | 27:17 |

| Posizione | Atleta           | Paese       | Tempo |
| --------- | ---------------- | ----------- | ----- |
|           | Sarah Poewe      | Germania    | 31.09 |
|           | Elena Bogomazova | Russia      | 31.46 |
|           | Kate Haywood     | Regno Unito | 31.52 |

### 100 m rana
| Posizione | Atleta         | Paese   | Tempo |
| --------- | -------------- | ------- | ----- |
|           | Roman Sloudnov | Russia  | 58.73 |
|           | Oleg Lisogor   | Ucraina | 58.81 |
|           | Igor Borysik   | Ucraina | 59.70 |

| Posizione | Atleta        | Paese    | Tempo   |
| --------- | ------------- | -------- | ------- |
|           | Sarah Poewe   | Germania | 1:06.50 |
|           | Mirna Jukić   | Austria  | 1:07.05 |
|           | Simone Weiler | Germania | 1:07.70 |

### 200 m rana
| Posizione | Atleta          | Paese   | Tempo   |
| --------- | --------------- | ------- | ------- |
|           | Paolo Bossini   | Italia  | 2:07.29 |
|           | Slawomir Kuczko | Polonia | 2:07.61 |
|           | Grigory Falko   | Russia  | 2:07.66 |

| Posizione | Atleta       | Paese    | Tempo   |
| --------- | ------------ | -------- | ------- |
|           | Anne Poleska | Germania | 2:21.79 |
|           | Mirna Jukić  | Austria  | 2:22.79 |
|           | Sarah Poewe  | Germania | 2:24.33 |

### 50 m delfino
| Posizione | Atleta        | Paese       | Tempo |
| --------- | ------------- | ----------- | ----- |
|           | Mark Foster   | Regno Unito | 23.35 |
|           | Jere Hård     | Finlandia   | 23.38 |
|           | Oliver Wenzel | Germania    | 23.50 |

| Posizione | Atleta                | Paese      | Tempo |
| --------- | --------------------- | ---------- | ----- |
|           | Anna-Karin Kammerling | Svezia     | 25.73 |
|           | Martina Moravcová     | Slovacchia | 26.14 |
|           | Fabienne Nadarajah    | Austria    | 26.27 |

### 100 m delfino
| Posizione | Atleta            | Paese    | Tempo |
| --------- | ----------------- | -------- | ----- |
|           | Thomas Rupprath   | Germania | 50.67 |
|           | Nikolay Skvortsov | Russia   | 50.92 |
|           | Ștefan Gherghel   | Romania  | 52.26 |

| Posizione | Atleta            | Paese      | Tempo |
| --------- | ----------------- | ---------- | ----- |
|           | Martina Moravcová | Slovacchia | 56.89 |
|           | Mette Jacobsen    | Danimarca  | 58.43 |
|           | Malia Metella     | Francia    | 58.47 |

### 200 m delfino
| Posizione | Atleta             | Paese   | Tempo   |
| --------- | ------------------ | ------- | ------- |
|           | Nikolay Skvortsov  | Russia  | 1:52.91 |
|           | Paweł Korzeniowski | Polonia | 1:53.19 |
|           | Ștefan Gherghel    | Romania | 1:54.86 |

| Posizione | Atleta              | Paese      | Tempo   |
| --------- | ------------------- | ---------- | ------- |
|           | Martina Moravcová   | Slovacchia | 2:06.68 |
|           | Mette Jacobsen      | Danimarca  | 2:06.99 |
|           | Caterina Giacchetti | Italia     | 2:07.11 |

### 100 m misti
| Posizione | Atleta        | Paese    | Tempo |
| --------- | ------------- | -------- | ----- |
|           | Peter Mankoč  | Slovenia | 53.05 |
|           | Markus Rogan  | Austria  | 53.64 |
|           | Oliver Wenzel | Germania | 54.14 |

| Posizione | Atleta               | Paese       | Tempo   |
| --------- | -------------------- | ----------- | ------- |
|           | Aleksandra Urbańczyk | Polonia     | 1:00.75 |
|           | Lisa Chapman         | Regno Unito | 1:00.88 |
|           | Teresa Rohmann       | Germania    | 1:01.18 |

### 200 m misti
| Posizione | Atleta              | Paese    | Tempo   |
| --------- | ------------------- | -------- | ------- |
|           | Markus Rogan        | Austria  | 1:55.15 |
|           | László Cseh         | Ungheria | 1:55.36 |
|           | Vytautas Janušaitis | Lituania | 1:57.45 |

| Posizione | Atleta               | Paese     | Tempo   |
| --------- | -------------------- | --------- | ------- |
|           | Teresa Rohmann       | Germania  | 2:09.40 |
|           | Aleksandra Urbańczyk | Polonia   | 2:10.64 |
|           | Julie Hjørt-Hansen   | Danimarca | 2:13.03 |

### 400 m misti
| Posizione | Atleta          | Paese    | Tempo      |
| --------- | --------------- | -------- | ---------- |
|           | László Cseh     | Ungheria | 4:03.96 RE |
|           | Luca Marin      | Italia   | 4:05.93    |
|           | Igor Berezutsky | Russia   | 4:08.91    |

| Posizione | Atleta         | Paese    | Tempo   |
| --------- | -------------- | -------- | ------- |
|           | Éva Risztov    | Ungheria | 4:33.26 |
|           | Teresa Rohmann | Germania | 4:34.38 |
|           | Katinka Hosszú | Ungheria | 4:35.41 |

### 4 x 50 m stile libero
| Posizione | Atleta                                                            | Paese    | Tempo   |
| --------- | ----------------------------------------------------------------- | -------- | ------- |
|           | David Maitre Alain Bernard Romain Barnier Frédérick Bousquet      | Francia  | 1:26.24 |
|           | Benjamin Friedrich Thomas Rupprath Jens Schreiber Carsten Dehmlow | Germania | 1:26.30 |
|           | David Nordenlilja Marcus Piehl Erik Andersson Petter Stymne       | Svezia   | 1:26.98 |

| Posizione | Atleta                                                                 | Paese       | Tempo   |
| --------- | ---------------------------------------------------------------------- | ----------- | ------- |
|           | Hinkelien Schreuder Inge Dekker Chantal Groot Marleen Veldhuis         | Paesi Bassi | 1:37.97 |
|           | Dorothea Brandt Janine Pietsch Daniela Götz Petra Dallmann             | Germania    | 1:38.52 |
|           | Lina Petersson Anna-Karin Kammerling Josefin Lillhage Claire Hedenskog | Svezia      | 1:38.76 |

### 4 x 50 m misti
| Posizione | Atleta                                                           | Paese     | Tempo   |
| --------- | ---------------------------------------------------------------- | --------- | ------- |
|           | Thomas Rupprath Mark Warnecke Fabian Friedrich Carsten Dehmlow   | Germania  | 1:34.56 |
|           | Vyacheslav Shyrshov Oleg Lisogor Serhij Breus Oleksandr Volynec' | Ucraina   | 1:34.94 |
|           | Tero Raty Jarno Pihlava Jere Hård Matti Rajakyla                 | Finlandia | 1:35.89 |

| Posizione | Atleta                                                                     | Paese       | Tempo      |
| --------- | -------------------------------------------------------------------------- | ----------- | ---------- |
|           | Hinkelien Schreuder Moniek Nijhuis Inge Dekker Marleen Veldhuis            | Paesi Bassi | 1:48.21 RM |
|           | Janine Pietsch Sarah Poewe Antje Buschschulte Dorothea Brandt              | Germania    | 1:48.52    |
|           | Emelie Kierkegaard Sanja Dizdarević Anna-Karin Kammerling Josefin Lillhage | Svezia      | 1:50.05    |